# Mecanismo Residual Internacional para Tribunais Criminais
O Mecanismo Residual Internacional para Tribunais Criminais, também referido como IRMCT ou Mecanismo, é um tribunal internacional estabelecido pelo Conselho de Segurança das Nações Unidas em 2010 para desempenhar as restantes funções do Tribunal Penal Internacional para a ex-Iugoslávia (TPIJ) e o Tribunal Penal Internacional para Ruanda (TPIR) após a conclusão dos respectivos mandatos desses tribunais.

## Prelúdio

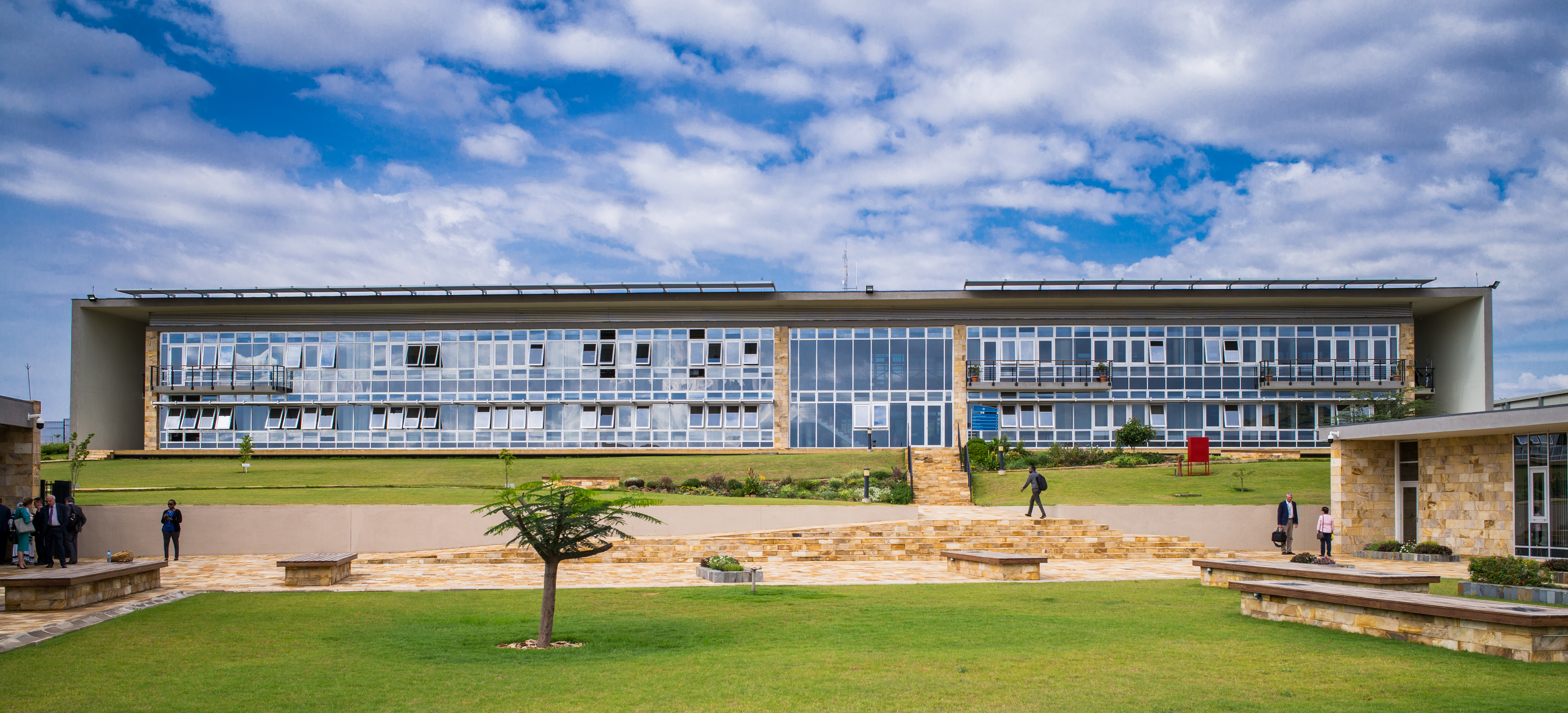
Prédio do Mecanismo Internacional Residual para Tribunais Criminais em Aruxa, Tanzânia.

No início da década de 1990, o Conselho de Segurança das Nações Unidas criou dois tribunais criminais cujo objectivo era investigar e julgar indivíduos responsáveis por crimes de guerra, crimes contra a humanidade e genocídio. O primeiro destes tribunais foi o Tribunal Penal Internacional para a ex-Iugoslávia (TPIJ), que foi criado em 1993 para investigar crimes cometidos durante a Guerra Civil Iugoslava. O segundo tribunal, o Tribunal Penal Internacional para Ruanda (TPIR), foi criado no ano seguinte para tratar dos crimes cometidos durante o genocídio em Ruanda. Tanto o TPIJ como o ICTR deveriam ser instituições temporárias que terminariam após a conclusão do seu mandato de investigar crimes e processar indivíduos. Embora ambos os tribunais tenham cumprido substancialmente todos os seus mandatos, existem funções residuais que não serão cumpridas durante muitos mais anos. Por exemplo, futuros julgamentos poderão ser realizados assim que os restantes fugitivos do ICTR forem capturados, as pessoas condenadas ainda poderão requerer a libertação antecipada, as ordens de proteção para testemunhas poderão ter de ser modificadas e os arquivos que contêm documentos confidenciais terão de ser salvaguardados. A fim de supervisionar as funções residuais do TPIJ e do TPIR de forma eficiente, o Conselho de Segurança aprovou a Resolução 1966 em 22 de Dezembro de 2010, que criou o Mecanismo.

## Mandato
Na Resolução 1966, o Conselho de Segurança decidiu que “o Mecanismo dará continuidade à jurisdição, aos direitos e obrigações e às funções essenciais do TPIJ e do TPIJ”. O Conselho de Segurança imaginou ainda que o Mecanismo seria "uma estrutura pequena, temporária e eficiente, cujas funções e tamanho diminuirão ao longo do tempo, com um pequeno número de funcionários proporcional às suas funções reduzidas". O Mecanismo continuará a funcionar até que o Conselho de Segurança decida o contrário, mas será sujeito a uma revisão de dois anos a partir de 2016.
O Mecanismo compreende dois ramos. Uma filial cobre funções herdadas do ICTR e está localizada em Aruxa, na Tanzânia. Começou a funcionar em 1 de julho de 2012. A outra filial está localizada em Haia, Holanda e começou a operar em 1º de julho de 2013. Durante o período inicial de trabalho do Mecanismo, houve uma sobreposição temporal com o TPIR e o TPIJ, uma vez que estas instituições concluíam trabalhos pendentes em quaisquer processos de julgamento ou recurso que estivessem pendentes nas datas de início dos respectivos ramos do Mecanismo.

## Fugitivos
A localização, detenção e acusação dos dois fugitivos restantes ainda procurados para julgamento pelo TPIR é uma prioridade máxima para o Mecanismo de Tribunais Penais Internacionais. Em Novembro de 2023, dois acusados indiciados pelo TPIR pela sua participação no genocídio no Ruanda em 1994 continuavam foragidos.
Nos termos do artigo 6.º, n.º 3, do seu Estatuto, o Mecanismo apenas manterá jurisdição sobre os indivíduos considerados os maiores responsáveis pela prática dos crimes mais graves. De acordo com este artigo, o Procurador do ICTR solicitou encaminhamentos para o Ruanda nos casos de dois fugitivos: Charles Sikubwabo e Charles Ryandikayo.
Com a detenção e transferência em 2011 dos dois últimos fugitivos do TPIJ, Ratko Mladić e Goran Hadžić, o que foi originalmente previsto como função do Mecanismo – julgamento dos restantes fugitivos do TPIJ – foi concluído pelo TPIJ.

## Diretores
Os Diretores do Mecanismo são as três pessoas que dirigem os três órgãos distintos do Mecanismo.  Todos os diretores são nomeados para mandatos renováveis de quatro anos. 

### Presidente
O Presidente é o chefe e o juiz mais antigo das Câmaras, a divisão judicial do Mecanismo. O Presidente é nomeado pelo Secretário-Geral após consultas com o Presidente do Conselho de Segurança e os juízes do Mecanismo. 
| Nome                      | País           | Posse                 | Fim do Mandato        | Ref.  |
| ------------------------- | -------------- | --------------------- | --------------------- | ----- |
| Theodor Meron             | Estados Unidos | 1º de março de 2012   | 18 de janeiro de 2019 | [ 3 ] |
| Carmel Agius              | Malta          | 19 de janeiro de 2019 | 30 de junho de 2022   | [ 4 ] |
| Graciela S. Gatti Santana | Uruguai        | 1º de julho de 2022   | No cargo              | [ 5 ] |

### Promotor
O Procurador lidera a investigação e o julgamento dos casos perante o Mecanismo e é nomeado pelo Secretário-Geral e nomeado pelo Conselho de Segurança. 
| Nome            | País    | Posse               | Fim do Mandato          | Ref.  |
| --------------- | ------- | ------------------- | ----------------------- | ----- |
| Hassan Jalow    | Gâmbia  | 1º de março de 2012 | 29 de fevereiro de 2016 | [ 7 ] |
| Serge Brammertz | Bélgica | 1° de março de 2016 | No cargo                | [ 8 ] |

### Registrador
O Registrador, nomeado pelo Secretário-Geral, dirige o Registro, que fornece apoio administrativo, jurídico, político e diplomático às operações do Mecanismo. 
| Nome               | País      | Posse                 | Fim do Mandato         | Ref.   |
| ------------------ | --------- | --------------------- | ---------------------- | ------ |
| John Hocking       | Austrália | 18 de janeiro de 2012 | 31 de dezembro de 2016 | [ 10 ] |
| Olufemi Elias      | Nigéria   | 1° de janeiro de 2017 | 30 de junho de 2020    | [ 11 ] |
| Abubacarr Tambadou | Gâmbia    | 1 de julho de 2020    | No cargo               | [ 12 ] |

## Juízes

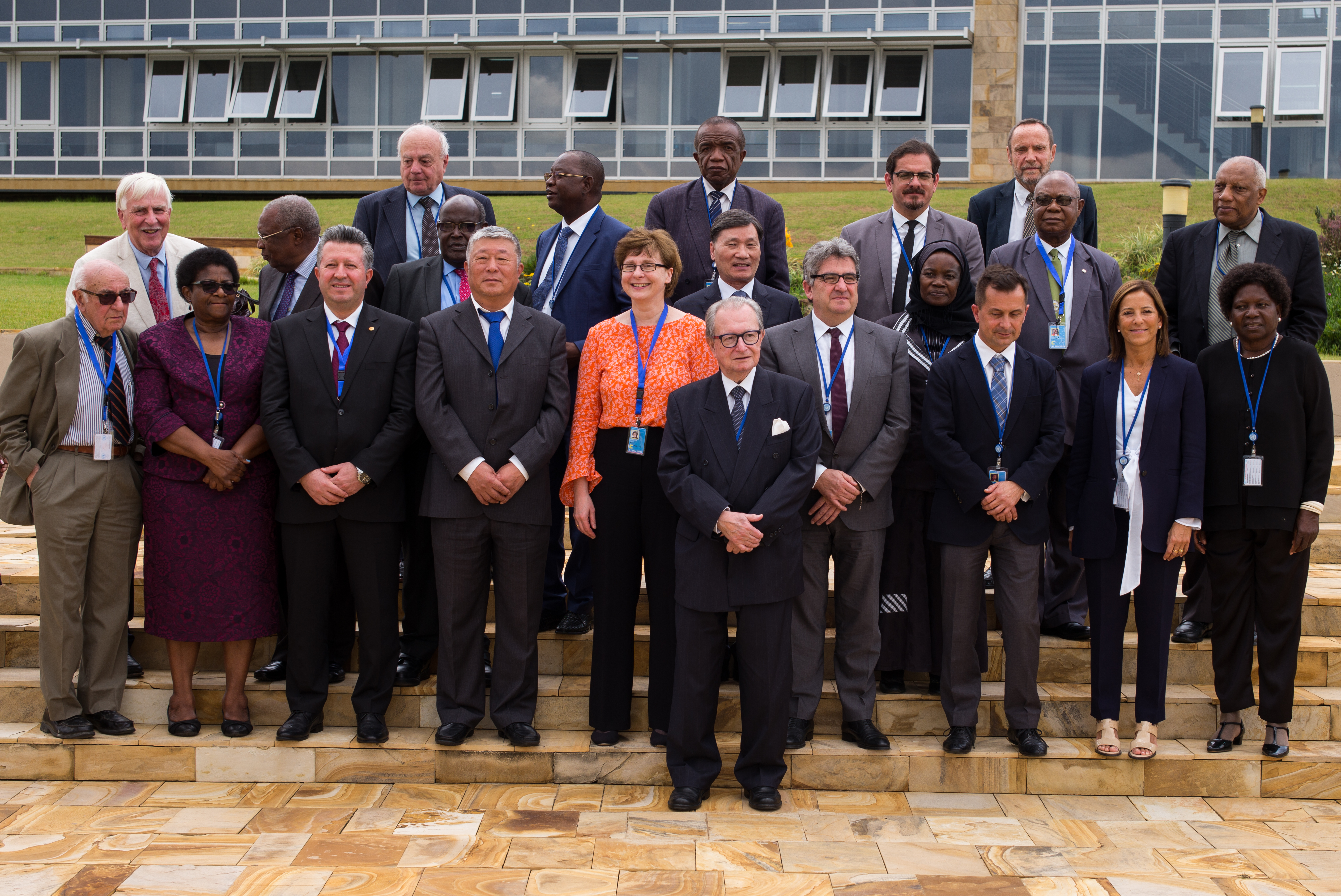
Juízes do IRMCT (2019)

Os juízes do Mecanismo são eleitos pela Assembleia Geral a partir de uma lista preparada pelo Conselho de Segurança após nomeações dos Estados membros das Nações Unidas.  Os juízes têm mandato de quatro anos e podem ser reconduzidos pelo Secretário-Geral após consulta aos Presidentes do Conselho de Segurança e da Assembleia Geral. Os Juízes estão presentes no Mecanismo apenas quando necessário e a pedido do Presidente. Na medida do possível, os Juízes desempenham as suas funções à distância. 